# Argentina Santos
Argentina Santos (Lisbona, 6 febbraio 1924 – Lisbona, 18 novembre 2019) è stata una cantante portoghese considerata una delle massime interpreti del fado.

## Biografia
Argentina Santos è nata nel quartiere della Mouraria di Lisbona nel 1924. Ha iniziato la scuola ma l'ha lasciata così in fretta che era analfabeta e ha dovuto imparare a leggere e scrivere molto più tardi. Era interessata al canto ma si sposò due volte e nessuno dei suoi mariti approvò il suo esibirsi in pubblico. Fu solo dopo la morte del suo secondo marito che riuscì a riprendere la sua carriera e il suo canto divenne popolare.
Nel 1950 ha preso in carico il ristorante di Lisbona Parreirinha de Alfama che divenne uno dei luoghi di culto per il Fado.
Nel 1995 partecipò a molte trasmissioni televisive della TV portoghese e l'anno successivo si è esibita nella TV brasiliana. Si è esibita in diverse città europee, incluso il Festival di Edimburgo.
Nel 2005 è stata premiata a Lisbona per il suo canto.
Nel 2013 le è stato conferito l'Ordine dell'infante Dom Henrique dal governo portoghese.
È morta all'ospedale Santa Maria di Lisbona nel 2019.

## Discografia
- 1998 - Argentina Santos (CD, Movieplay, Colecção Fados #2)
- 2003 - Argentina Santos (CD, Companhia Nacional de Música, Colecção "Fado : Antologia")